# Jesuitenkolleg Goslar

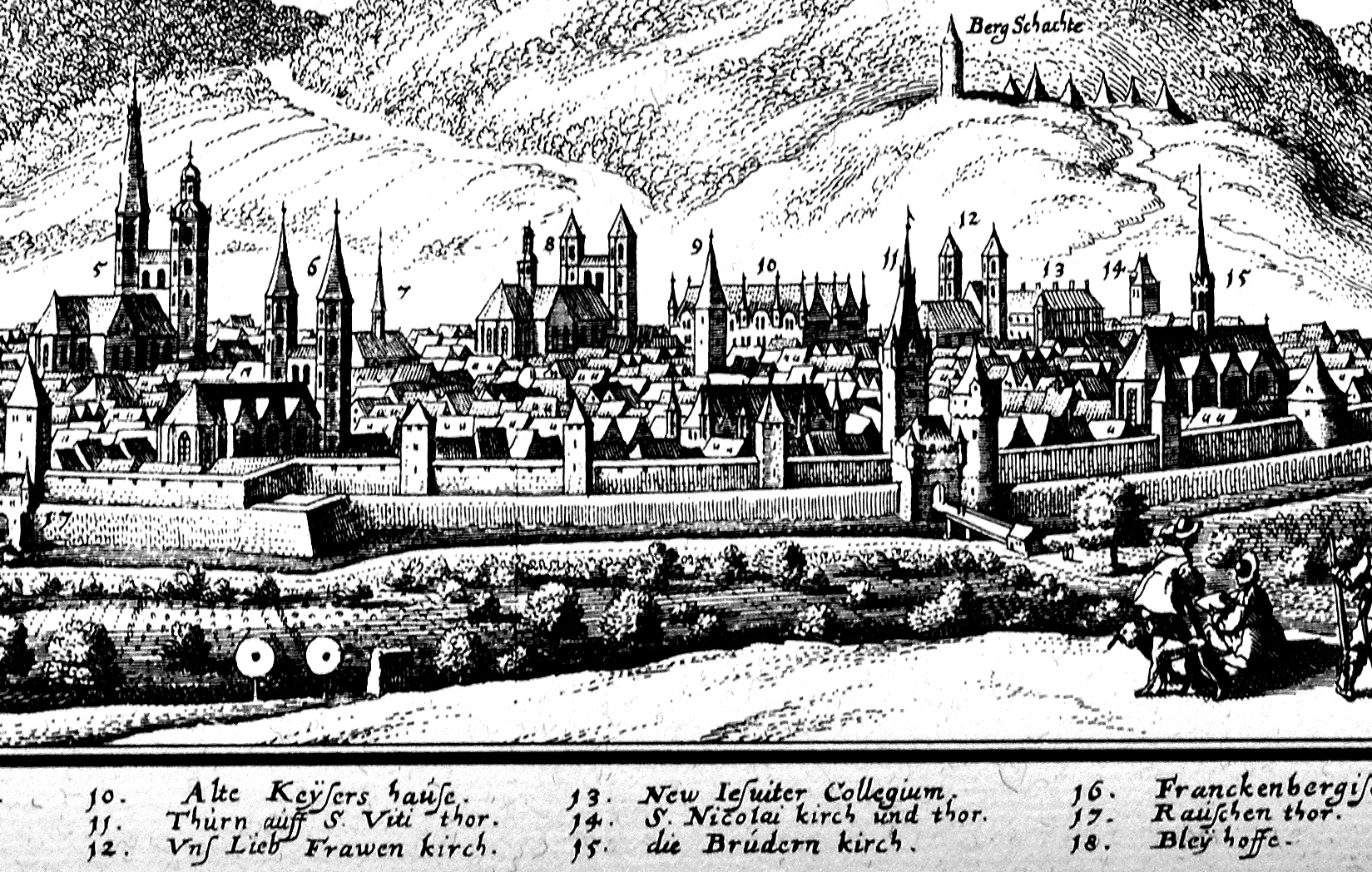
Matthäus Merians Ansicht der Stadt Goslar in der Topographia Germaniae (1653) zeigt das New Iesuiter Collegium (13) nördlich des Pfalzbezirks (8: Stiftskirche St. Simon und Judas; 10: Pfalzgebäude; 12: Liebfrauenkirche).

Das Jesuitenkolleg Goslar war eine Niederlassung des Jesuitenordens in Goslar mit einem im Aufbau befindlichen Kolleg. Es entstand als Folge des Restitutionsedikts im Jahr 1630 und löste sich vor dem Einmarsch der Schweden 1632 auf. Das unvollendet gebliebene Kolleggebäude stürzte 1722 ein.

## Geschichte
Das Restitutionsedikt Kaiser Ferdinands II. vom 6. März 1629 ordnete gegen den Widerstand der protestantischen Reichsstände die Wiederherstellung der konfessionellen Besitzstände des Jahres 1552 an. Die Durchführung der umstrittenen und komplizierten Maßnahme begann in Goslar Anfang 1630 in der Weise, dass Gebäude und Einkünfte der Kaiserpfalz und des Pfalzstifts sowie Einkünfte des Petersstifts, des Klosters Wöltingerode und weiterer Klöster den Jesuiten zugesprochen wurden zum Zweck der Gründung eines Kollegs und des Aufbaus einer Universität. Trotz Befürchtungen einer zwangsweisen Rekatholisierung gab es im Rat und in den Zünften starke Kräfte, die vor allem die wirtschaftlichen Vorteile des Plans für die stark verschuldete Stadt sahen.
Noch im Januar kamen die ersten Jesuiten nach Goslar, und am  8. Januarjul. / 18. Januar 1630greg. wurde in der Stiftskirche St. Simon und Judas feierlich der katholische Gottesdienst wiedereingeführt. Der Jesuitenkonvent fand zuerst im Frankenberger Kloster Unterkunft und zog dann in den Nordflügel des Kaiserhauses (Pfalzgebäude) ein. Zum Aufbau und zur Finanzierung des Kollegs und Noviziats forderte der Orden weitere Gebäude und Geldquellen aus Kirchengütern, was jedoch auf Widerstände stieß. Den Bau des neuen Kolleggebäudes im nördlichen Teil des historischen Pfalzbezirks leiteten die Jesuiten selbst, die über die erforderlichen Fachkräfte verfügten. Zu Handlangerdiensten wurden auf Anordnung des Rats Goslarer Bürgersöhne verpflichtet.
Die lutherische Geistlichkeit der Stadt war besorgt über die Anziehungskraft der aufwendig gefeierten katholischen Liturgie und es kam zu öffentlichen Auseinandersetzungen, so in St. Stephani, wo der lutherische Diakonus Johannes Theodorici nach einer Nachmittagspredigt gegen die Heiligenverehrung von einem anwesenden Jesuiten so heftig zur Rede gestellt wurde, dass er an den Folgen des Schrecks wenig später starb.
Als im Januar 1632 die Schweden unter Gustav Adolf vor den Toren standen, flohen die Jesuiten und anderen katholischen Konvente aus der Stadt. Die Zurückbleibenden hatten schwerste Misshandlungen zu erdulden. Die Schwedenzeit – bis Oktober 1635 – ging auch in die Aufzeichnungen lutherischer Chronisten als dunkelstes Kapitel der Stadtgeschichte ein.